# Poppenreuth (Waldershof)
Poppenreuth ist ein Gemeindeteil der Stadt Waldershof im Landkreis Tirschenreuth in der Oberpfalz.

## Lage
Das Pfarrdorf Poppenreuth liegt im Norden des Landkreises, westlich an der von Marktredwitz nach Wiesau führenden Staatsstraße 2170.

## Geschichte

### Frühe Geschichte
Eine Urkunde belegt, dass Poppo von Stierberg 1207 mit Zustimmung des Bamberger Bischofs in „Poppenrewt“ Lehen der Herzöge von Andechs-Meranien dem Kloster Prüfening verkaufte; der Zusammenhang mit Poppenreuth ist jedoch nicht gesichert. Im 14. Jahrhundert verleibte die Familie Notthafft das Dorf ihrer expandierenden Herrschaft Weißenstein ein. Deshalb kam es zu Streitereien mit dem ebenfalls auf Besitzzuwachs bedachten Kloster Waldsassen. Das Kloster Waldsassen behauptete, den Weißenstein mit den dazugehörigen Dörfern Poppenreuth, Alt-Wiesau, Gefell, Masch und Hard bereits 1295 erworben zu haben.
1354 verzichtete Albrecht Notthafft von Thierstein zugunsten des Klosters Waldsassen auf seine Ansprüche bezüglich der Dörfer Poppenreuth und Helmbrechts. Die Waldsassener traten ihm dafür ihr unweit von Thierstein gelegenes Dorf zu Leuken, später Marktleuthen, ab. 1365 tauschte das Kloster Waldsassen das Dorf Poppenreuth gegen die Einöde Altenwiesau mit Albrecht Notthafft dem Älteren von Thierstein. Damit war Poppenreuth wieder zur Herrschaft Weißenstein und in den Besitz der Familie Notthafft gekommen.

### Neugliederung
Die Gemeinde Poppenreuth entstand am 1. Juli 1972 durch den Zusammenschluss der bisher selbstständigen Gemeinden Helmbrechts und Hohenhard. Sie wurde am 1. Januar 1978 aufgelöst. Ihr überwiegender Teil wurde in die Stadt Waldershof eingegliedert. Ein kleiner Gebietsteil mit etwa zehn Einwohnern kam nach Pullenreuth.

## Sehenswürdigkeiten
- Schloss Poppenreuth
- Schlosskirche (Poppenreuth)